# Veljko Vasiljević
Veljko Vasiljević (serbisch-kyrillisch Вељко Васиљевић, * 8. November 2005) ist ein serbischer Leichtathlet, der im Mittel- und Langstreckenlauf an den Start geht.

## Sportliche Laufbahn
Erste internationale Erfahrungen sammelte Veljko Vasiljević im Jahr 2022, als er bei den U18-Balkan-Meisterschaften in Bar in 4:20,50 min die Silbermedaille im 1500-Meter-Lauf gewann. Anschließend schied er bei den U18-Europameisterschaften in Jerusalem mit 4:05,42 min im Vorlauf aus. Im Jahr darauf wurde er bei den Crosslauf-Europameisterschaften 2023 in Brüssel nach 19:06 min 82. im U20-Rennen und 2024 belegte er bei den U20-Balkan-Hallenmeisterschaften in Belgrad in 8:55,26 min den sechsten Platz im 3000-Meter-Lauf. Im März wurde er bei den Crosslauf-Weltmeisterschaften in Belgrad nach 27:46 min 86. im U20-Rennen und im Dezember erreichte er bei den Crosslauf-Europameisterschaften in Antalya nach 15:21 min Rang 75.
2023 wurde Vasiljević serbischer Meister im 5000-Meter-Lauf.

## Persönliche Bestleistungen
- 1500 Meter: 3:57,75 min, 18. Mai 2024 in Sremska Mitrovica
  - 1500 Meter (Halle): 4:01,94 min, 27. Januar 2024 in Belgrad
- 3000 Meter: 8:36,74 min, 28. Januar 2024 in Belgrad
- 5000 Meter: 15:36,97 min, 29. Juli 2023 in Kraljevo